# Glenn Quinn
Glenn Martin Christopher Francis Quinn (* 28. Mai 1970 in Dublin, Irland; † 3. Dezember 2002 in North Hollywood) war ein irischer Schauspieler.

## Leben
Quinn wuchs in Cabinteely auf. In seiner Jugend war er Schlagzeuger in einer Band. Er nahm auch an Theateraufführungen teil. Mit seinen zwei Geschwistern und seiner Mutter zog Glenn Quinn 1988 in die Vereinigten Staaten.
Trotz fehlender Schauspielausbildung erhielt Quinn die Rolle des Mark Healy in der Fernsehserie Roseanne. Er spielte bis zum Ende der Serie mit und erlangte dadurch einen hohen Bekanntheitsgrad. Seinen irischen Akzent konnte er gut verbergen.
1999 gehörte Quinn zur Stammbesetzung der 1. Staffel von Angel – Jäger der Finsternis. Dort sprach er erstmals eine Rolle mit seinem irischen Akzent. Sein Charakter, der Halbdämon Doyle, starb in der neunten Episode der ersten Staffel den Heldentod.
Da Musik zu seiner liebsten Freizeitbeschäftigung gehörte, spielte er Schlagzeug und Gitarre. Zusammen mit seinem Freund Mark Leeddy eröffnete er in Los Angeles einen im „James-Bond-Stil“ eingerichteten Club namens Goldfingers.
Quinn hatte Alkohol- und Drogenprobleme und starb im Dezember 2002 im Haus eines Freundes an einer Überdosis Heroin.
Glenn Quinn war mit der Schauspielerin Pauley Perrette (besser bekannt als Abigail „Abby“ Sciuto aus der Fernsehserie Navy CIS) befreundet.

## Filmografie

### Filme
- 1990: Die Patty-Duke-Story (Call me Anna)
- 1990: Mörderischer Schatten (Silhouette)
- 1991: Shout
- 1992: Dr. Giggles
- 1997: Campfire Tales
- 1998: Alles nur Sex (Some Girl)
- 2000: At Any Cost
- 2002: R.S.V.P.

### Serien
- 1990–1997: Roseanne
- 1999: Jesse
- 1999: Angel – Jäger der Finsternis

### Gast- und Nebenrollen in Serien (Auswahl)
- Beverly Hills, 90210 als Party Jock #1 (4. Oktober 1990)
- Jesse als Sean in der Folge: The Mischievous Elf (21. Januar 1999)

### Videospiele
- The Curse of Monkey Island (engl. Sprecher von Pirat Nr. 5)
- Star Wars: X-Wing vs. TIE Fighter